# 中牧公司山丹马场
中牧公司山丹马场，前称山丹军马场，位于祁连山北麓，甘肃、青海两省交界处，是亚洲最大的马场。马场现属中华人民共和国甘肃省山丹县管辖，为乡镇级行政单位。山丹马场可追溯至公元前121年西汉骠骑将军霍去病在此创办的养马场，其后至清代为皇家马场。1949年9月21日，马场由第一野战军接管，其后一直为中国人民解放军管理，开展粮油生产，同時培育军马品种山丹马。山丹馬是蒙古马與其他馬雜交而成的雜種馬。2001年9月，马场由军队移交地方，由中国牧工商（集团）总公司成立子公司，2013年调整为中农发集团直接管理的二级企业。

## 图片

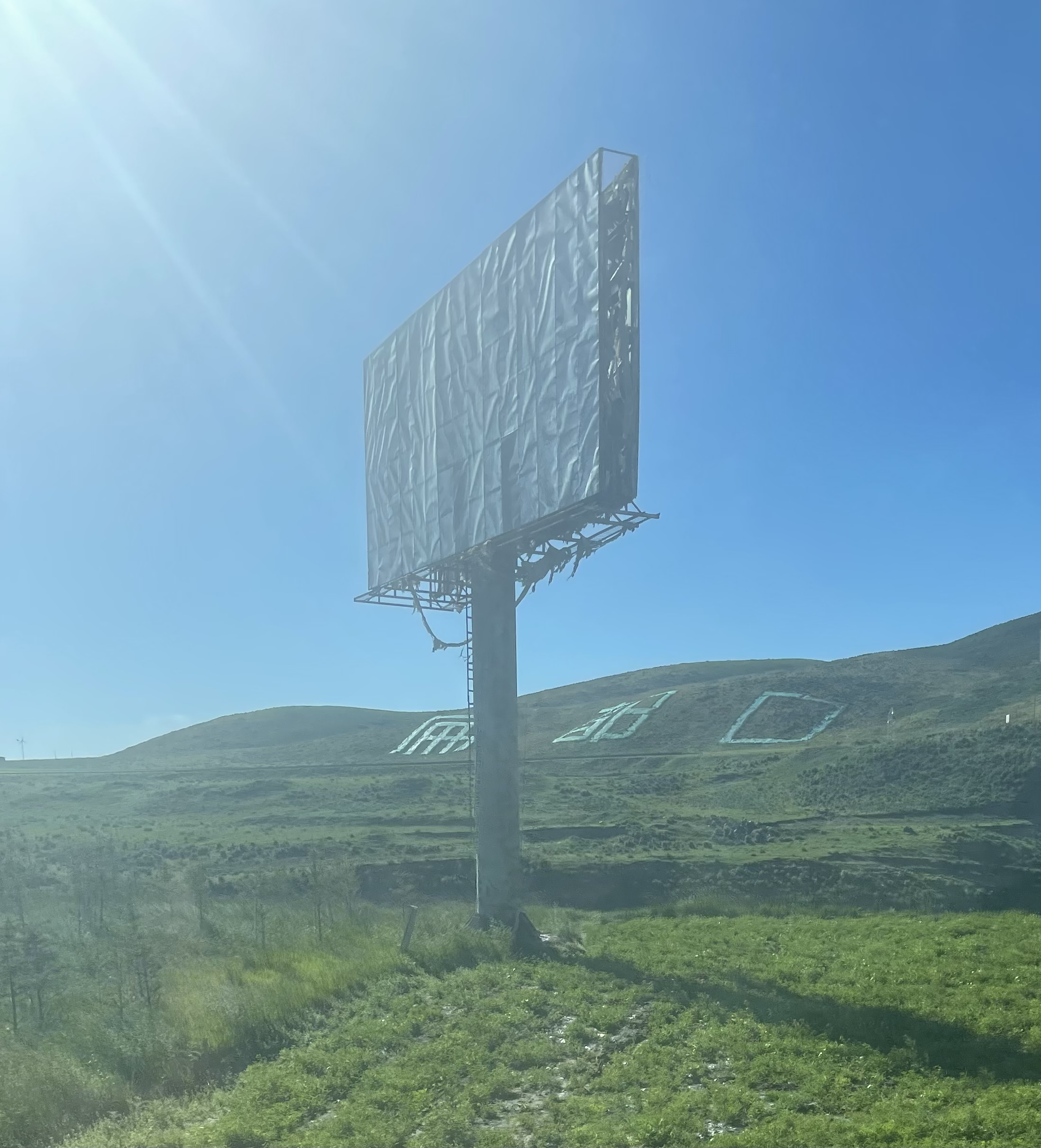
山丹军马场

## 行政区划
中牧公司山丹马场下辖以下地区：
马场一场社区、马场二场社区、马场三场社区、马场四场社区和总场社区。

## 交通
- 227国道
- 张汶高速公路
- 兰新客运专线山丹马场站

## 文化
山丹马场曾拍摄《牧马人》、《文成公主》、《王昭君》、《和平年代》等多部影视作品。